# Подорож до центру Землі (фільм, 1910)
«Подорож до центру Землі» (фр. Voyage au centre de la terre) — німий короткометражний фільм Сегундо де Шомон. Найраніша екранізація за мотивами однойменного роману Жуля Верна. Прем'єра відбулася в США 1 липня 1910 року.